# 本田隆行
本田 隆行（ほんだ たかゆき、1982年（昭和57年）7月6日 - ）は、日本の科学コミュニケーターである。

## 来歴
1982年（昭和57年）7月6日、枚方市で生まれる。神戸大学大学院自然科学研究科地球惑星科学専攻で理学修士の学位を取得した。大学院では天文学を専攻しており、小惑星探査機『はやぶさ』の研究チームに所属し、文部科学大臣・宇宙開発担当大臣から「はやぶさ感謝状」を授与された。しかし、このころ「自分は研究者向きでない」と悟り、就職を決意。学芸員の資格を取得しており、大学院修了後は博物館や科学館での就職も視野に入れていたが、学芸員の募集がなかったため、やむなく枚方市役所に就職する。枚方市役所では5年間公務員として勤務し街づくりに取り組む。
29歳のときに自分のこれからを考えるようになり、東京で「科学コミュニケーター募集」の張り紙を偶然目にして受験する。受験した日本科学未来館は、全国の科学館の中でも最難関であり、不合格を予想したうえでの「記念受験」のつもりだったが合格。2012年4月から、公務員を辞めて転職した。
科学館に転職してから2年目の半ば、任期は5年だったが、館長の毛利衛から「今の仕事に覚悟はあるか」と問われたことがきっかけになり、フリーランスとして独立。当時、フリーランスの科学コミュニケーターは全国的にも珍しく、科学館の同僚からも正気かと疑われた。本田によれば、「本当に社会に必要な存在なら科学館に所属しなくても成り立つ仕事だ」と考えて、フリーランスでも科学コミュニケーターという肩書だけで仕事ができるのか自分自身を使って実験するためだったという。当初はなかなか仕事がなかったが、科学館時代の同僚らの伝手で徐々に仕事が増えていき、高校や大学での講義、科学館や博物館のプロデュース、絵本や本の監修など、幅広く科学と一般社会をつなぐ活動を行っている。
2013年には、NHKのサイエンスZEROにおいて、「初代キング・オブ・サイエンスコミュニケーター」に選出。また、2017年には日本で初めて、サイエンスコミュニケーション協会の奨励賞を受賞した。同年には、一般社団法人知識流動システム研究所のフェローにも就任している。

## コミュニケーターとして
大阪を拠点として、全国で活動している。横浜こども科学館、静岡科学館、サイエンスヒルズこまつ、福井県児童科学館、福岡市科学館、福岡県青少年科学館など、全国の科学館で講師として指導をしたり、展示の改修をサポートしている。このうち、横浜こども科学館では指定管理者選定評価委員に選ばれている。また、2015年から日本大学理工学部で、2019年からは大阪成蹊大学教育学部で非常勤講師を務めた。その他にも京都大学や大阪大学などで講義を実施している。
科学コミュニケーターは、科学者と一般人との間をつなぐ仕事であるため、両者の視点を理解するように努めることが大切だと考えている。大学院での専門は天文学だったが、自分の興味よりもお客さんの興味が重要だと考え、天文・宇宙に限らず、相手の興味に合わせて科学全般の知識を習得するように心がけている。また、知ったかぶりをしないことを心がけており、知らないことに興味を持ち続けるようにしている。

## 著書
- 山本省三著、本田隆行監修『月をめざしてしゅっぱつ！』小学館、2016年。
- 本田隆行『宇宙・天文で働く』ぺりかん社、2018年。
- 山本省三著、本田隆行監修『もしも恐竜とくらしたら』WAVE出版、2019年。

ほか共著あり。

## 出演
- NHK『週刊ニュース深読み』
- NHK『情報まるごと』
- Eテレ 『サイエンスZERO』
- 日本テレビ『news every.』
- 日本テレビ『ZIP!』
- テレビ朝日『林修の今でしょ!講座』
- TBS 『あさチャン!』
- TBS『ひるおび!』

など。